# Myxine debueni
Myxine debueni – gatunek bezszczękowca z rodziny śluzicowatych (Myxinidae). 

## Zasięg występowania
Płd.-zach. Pacyfik oraz Cieśnina Magellana.

## Cechy morfologiczne
Osiąga max. 57 cm długości całkowitej. 

## Biologia i ekologia
Występuje na głębokości ok. 300 m.